# 18796 Acosta
18796 Acosta este un asteroid din centura principală de asteroizi.

## Descriere
18796 Acosta este un asteroid din centura principală de asteroizi. A fost descoperit pe 10 mai 1999 la Socorro, New Mexico, în cadrul proiectului LINEAR. Asteroidul prezintă o orbită caracterizată de o semiaxă mare de 2,28 ua, o excentricitate de 0,16 și o înclinație de 5,8° în raport cu ecliptica.